# Windows管理规范
Windows管理规范（英語：Windows Management Instrumentation，缩写WMI）由一系列对Windows Driver Model的扩展组成，它通过仪器组件提供信息和通知，並提供了一个操作系统的接口。WMI是微软对分布式管理工作组（DMTF）的基于Web的企业管理类（WBEM）和通用信息模型（CIM）标准的实现。
WMI预装在Windows 2000及更新的微软操作系统中，适用于Windows 95、Windows 98、Windows NT等操作系统，並允许使用脚本语言（例如VBScript或Windows PowerShell）来本地或远程管理Microsoft Windows个人电脑和服务器。
微软还为命令提示符提供了一个名为“Windows Management Instrumentation Command-line”（WMIC）的接口来调用 WMI。

## 目的
WMI通过提供统一的模型来补充其他标准。该模型表示可以通过一种常用方式来访问受管环境的任何来源的管理数据。其規範目的是定义一系列独立于环境的专有规范，並允许管理信息在管理应用程序之间共享。此規範规定了企业管理标准以及现有的适用于Windows的相关技术，例如桌面管理接口（DMI）和简单网络管理协议（SNMP）。

## 开发过程
因为WMI使用了CIM物件管理員和資料提供者（Provider）集合来抽取可管理的实体，資料提供者程序的开发可意味着有数个步骤。主要步骤如下：
1. 创建可管理的实体模型
  1. 定义一个模型
  2. 实现该模型
2. 创建WMI資料提供者
  1. 确定要实现的資料提供者类型
  2. 确定该資料提供者的托管模型
  3. 用ALT向导创建資料提供者模板
  4. 在该資料提供者中实现代码逻辑
  5. 使用WMI和该系统注册该資料提供者
3. 测试该資料提供者
4. 创建使用者样本代码

## WMI資料提供者的重要性
自从首个面向外部提供的WMI（Windows NT 4.0 SP4）发布以来，微软一直向Windows WMI新增功能：
- 在Windows NT 4.0中，安装WMI后，微软提供了大约15个可用的WMI資料提供者
- 在Windows 2000发布时，微软已发布29个WMI資料提供者作为操作系统预装的一部分
- 在Windows Server 2003发布时，微软在平台上包含80多个WMI資料提供者
- Windows Vista中包含13个新的WMI資料提供者[5]，总数量接近100个
- Windows Server 2008包含更多資料提供者，例如用于IIS 7、PowerShell和虚拟化的資料提供者

即使微软从未明确承诺，有许多客户將資料提供者数量的增长解釋为WMI已经成为微软Windows一项“无处不在”管理层的標志。
由於Windows中通过WMI管理数据不断增加，信息技术系统管理领域的人员开始开发基于WMI的脚本和自动化程序。除了脚本需求外，大多数领先的管理软件（包括MOM、SCCM、ADS、HP OpenView for Windows（HPOV）、BMC軟件公司、CA科技）都提供WMI功能，亦允许通过各种用户接口使用或提供WMI信息。这使得无法在WMI上编程的系统管理员和操作员无需预先了解也能享受到WMI的优势。

## 特性
对于愿意开发一个或多个WMI提供者的人来说，WMI提供了许多「開箱即用」的特性。